# Colin Murdoch
 (janvier 2017).
Pour les articles homonymes, voir Murdoch.
Colin Albert Murdoch, né le 6 février 1929 à Christchurch et mort le 4 mai 2008, est un pharmacien et vétérinaire néo-zélandais, auteur d'un nombre élevé d'inventions telles que le fusil hypodermique ou encore la seringue hypodermique jetable. Il y a au total 46 brevets enregistrés à son nom.

## Jeunesse
Né à Christchurch, en Nouvelle-Zélande, en 1929, de Mary Kathleen et Frank William James, Murdoch déploie un talent précoce pour la chimie dès son très jeune âge. Bien qu'il doive lutter pendant ses années d'école avec la dyslexie, Murdoch s'intéresse énormément à la fois à la mécanique et aux techniques. À l'âge de dix ans, il réussit à fabriquer de ses mains un pistolet à poudre et découvre une possibilité de combustion en mélangeant certains nitrates et de l'acide sulfurique. Cette découverte permet au jeune Murdoch la construction d'une arme à feu à partir d'une mèche et d'un petit filament d'amiante.
À l'âge de treize ans, il est récompensé de la Royal Society Medal pour avoir sauvé un homme de la noyade dans l'estuaire du New Brighton.
Murdoch parveient plus tard à se défaire de sa dyslexie et peut aller étudier à The College of Pharmacy de Wellington. Il réalise plus tard un apprentissage de cinq ans et, comme son père, devient pharmacien. Il étudie cependant plus tard pour devenir vétérinaire car son seul intérêt ne se limite pas qu'à la santé et au bien-être des humains, mais aussi des animaux.

## La seringue hypodermique jetable
Étant à la fois pharmacien et vétérinaire, Murdoch est très au courant des risques encourus par le patient à cause de la réutilisation des seringues. Il y a en effet un fort risque de transmission d'infection de patient à patient, qu'il soit humain ou animal, contrairement à ce qui se passe si les seringues sont stérilisées à chaque utilisation. Souhaitant éliminer ces risques et gagner en efficacité vaccinale, Murdoch invente la seringue hypodermique jetable, une version en plastique des seringues précédemment en verre. Murdoch présente son invention à des officiels du New Zealand Department of Health qui en sont sceptiques, l'estimant "trop futuriste" et ayant un mauvais accueil à la fois des médecins et des patients. Le développement de l'invention est mis en sommeil pour une période de cinq ans à cause du manque d'argent. Finalement après que l'invention gagne le succès des patients, la seringue de Murdoch connait un immense succès avec des millions utilisée tous les jours dans le monde.